# جيمس ستارك
جيمس ستارك (بالإنجليزية: James Stark)‏ هو لاعب كرة قدم بريطاني (وحمل سابقاً جنسية المملكة المتحدة لبريطانيا العظمى وأيرلندا) في مركز قلب الدفاع، ولد في 1880. لعب مع تشيلسي.

## وصلات خارجية
- جيمس ستارك على موقع الاتحاد الإسكتلندي (الإنجليزية)
- جيمس ستارك على موقع قاعدة بيانات كرة القدم.إي يو (الإنجليزية)